# Nedging-with-Naughton
Nedging-with-Naughton est une paroisse civile anglaise située dans le district de Babergh, comté du Suffolk au Royaume-Uni.

## Histoire
Des poteries datant du mésolithique et de l'âge du fer ont été trouvées à Nedging-with-Naughton en 2015,.